# Mad Max 2 : Le Défi
Pour les articles homonymes, voir Le Défi.
Série Mad Max
Mad Max
(1979) Mad Max : Au-delà du dôme du tonnerre
(1985)
Pour plus de détails, voir Fiche technique et Distribution.
Mad Max 2 : Le Défi (Mad Max 2) est un film australien réalisé par George Miller, sorti en 1981.
Il s'agit du deuxième film de la série de science-fiction post-apocalyptique Mad Max, qui voit le retour du personnage de Max Rockatansky incarné par l'acteur Mel Gibson.
Le film suit l'archétype du western : une communauté autonome exploite une réserve de pétrole et doit se défendre contre une bande de pillards. Max, un vagabond solitaire marqué par le traumatisme de la perte de sa famille, redécouvre sa part d'humanité en décidant d'aider cette communauté.

## Synopsis
Dans un futur post-apocalyptique non défini, les réserves mondiales de pétrole sont épuisées et le chaos règne sur Terre.
Après avoir vu sa famille et son collègue massacrés par une bande de motards (dans le premier opus), Max Rockatansky, un ancien policier de la route qui vit désormais en marge, sillonne les routes de ce pays livré à la violence et à la loi du plus fort. Au volant de son bolide, une V8 Interceptor, il a pour seul compagnon un chien, un bouvier australien.

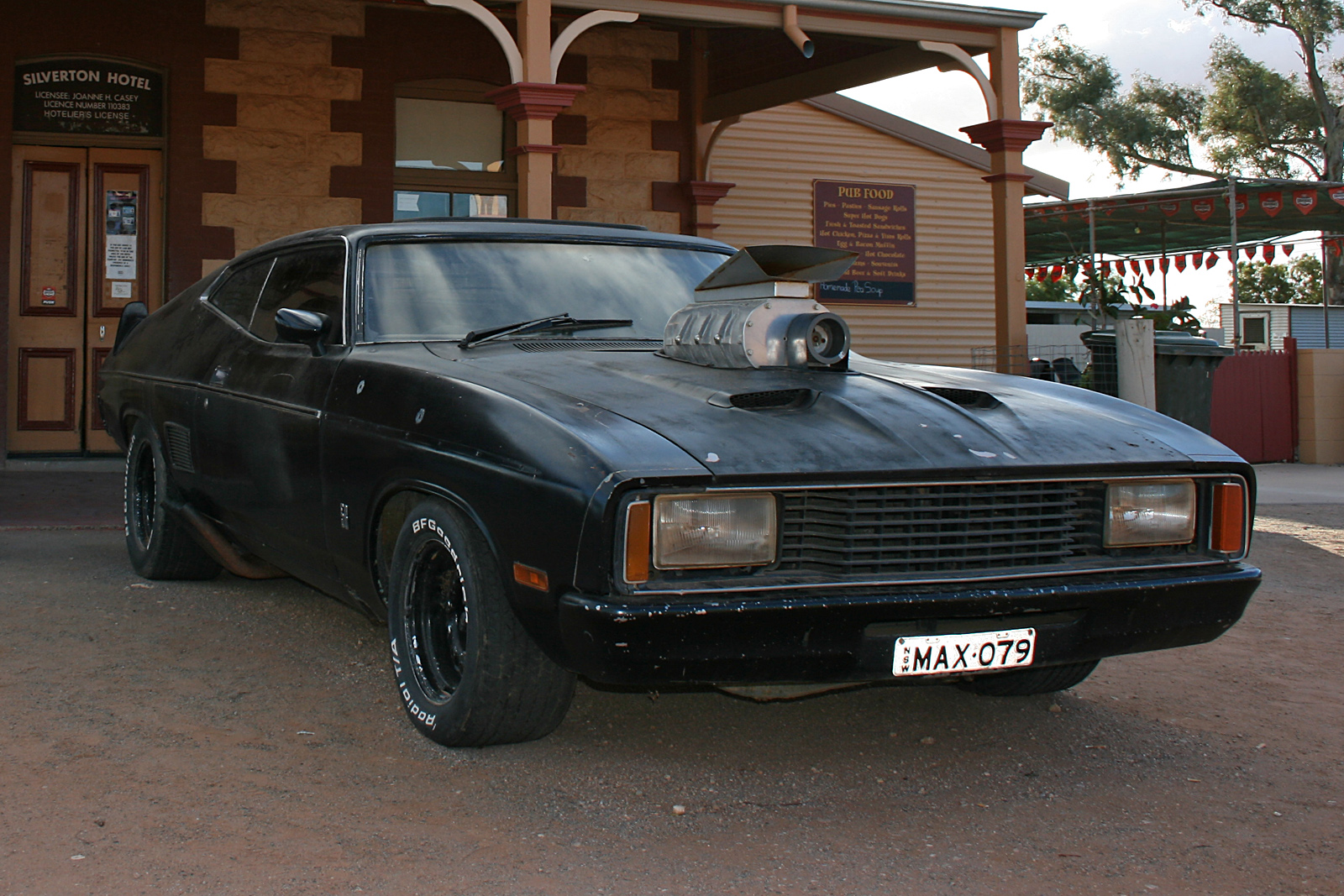
Réplique de la V8 Interceptor de Max dans le film.

Sur une route dans le désert sauvage, Max déjoue l'attaque d'un groupe de maraudeurs motorisés dirigé par Wez, utilisant ses talents de conducteur et son fusil à canon scié dont il possède encore quelques rares cartouches. Après avoir vaincu ses ennemis, il siphonne de l'essence dans l'un des réservoirs des véhicules accidentés puis inspecte l'épave d'un tracteur de semi-remorque à l'abandon, qui se trouve non loin.
Plus tard, alors qu’il recherche de nouveau à faire le plein de son véhicule, Max est attaqué par un homme qui pilote un engin volant, un autogire, mais il réussit à le maîtriser et le faire prisonnier. L’homme l’informe qu’il pourrait trouver autant de carburant qu’il le souhaite dans une raffinerie gérée par une communauté isolée d'une trentaine de personnes. En effet, au sein de celle-ci, des milliers de litres d’essence sont stockés dans une citerne. Mais la communauté est constamment assaillie par une bande de pirates motorisés, menée par le seigneur Humungus (un colosse tout en muscles dont le visage est caché sous un masque) et son fidèle second, Wez, celui-là même qui avait attaqué Max sur la route.
Le lendemain, arrivé sur les lieux de la raffinerie, Max voit des voitures en quitter l'enceinte assiégée et être poursuivies par les pillards d'Humungus. Il sauve Nathan, le seul survivant d'une voiture, et conclut un accord avec lui pour le ramener à la raffinerie en échange de carburant, mais l'homme meurt peu après avoir été récupéré par Max.
Quand Max retourne à la raffinerie et s'adresse au chef de la communauté, Pappagallo, celui-ci lui affirme que l'accord qu'il avait conclu avec Nathan est mort avec lui. Alors que la communauté est sur le point de confisquer sa voiture et de le chasser de la raffinerie, les pillards d'Humungus reviennent pour négocier. Au cours de la discussion, un enfant sauvage qui vit dans l'enceinte de la raffinerie tue le partenaire de Wez, grâce au jet d'un boomerang métallique. Wez, fou de rage, veut se venger. Mais le seigneur Humungus le retient (enserrant Wez dans ses bras musculeux pour le neutraliser) et propose à la communauté de la raffinerie de les épargner, en échange de leur approvisionnement en carburant. Il leur laisse une journée pour réfléchir à son offre, puis quitte les lieux avec sa troupe.
Divisée sur la question de savoir s’ils peuvent faire ou non confiance à Humungus, la communauté de la raffinerie souhaite s'enfuir et déplacer la citerne afin d’échapper aux pillards. C'est alors que Max leur propose son aide. Il promet de leur fournir un camion capable de tirer la citerne s'ils lui rendent sa voiture et lui donnent autant de carburant qu'il peut en prendre. Après en avoir discuté, Pappagallo conclut un marché avec Max, lui donnant un peu de carburant pour qu'il puisse faire redémarrer le camion et le ramener à la raffinerie, gardant dans l'intervalle sa voiture jusqu'à ce qu'il revienne.
À la nuit tombée, Max, transportant des bidons de carburant, se faufile à pied hors de la raffinerie et traverse sans se faire repérer le camp de la bande d'Humungus qui surveille les alentours. Il retrouve ensuite le pilote de l'autogire et le force à le conduire jusqu'à l'épave du camion, qu'il parvient à faire démarrer. Mais, sur le chemin du retour, Max s'aperçoit qu'il ne peut espérer traverser le camp des pillards discrètement avec le camion, et fonce à toute vitesse vers la raffinerie. Il parvient à y entrer, suivi de l’autogire. C'est alors qu'Humungus profite de la situation pour lancer un nouvel assaut sur la raffinerie, mais tous ses hommes qui y pénètrent sont tués ; seul Wez parvient à s'échapper. Fou de rage d'avoir été dupé, Humungus promet de massacrer tous les membres de la raffinerie.
Ayant effectué sa part du marché, Max refuse la proposition de Pappagallo de les accompagner vers le paradis légendaire du nord où la communauté doit se rendre. Il récupère sa voiture, renouvelée en carburant et part seul de son côté. Mais, peu après son départ de la raffinerie, le guerrier de la route est rattrapé par Wez qui, au volant du puissant véhicule d'Humungus (équipé d'un dispositif à oxyde nitreux), envoie la V8 Interceptor de Max dans le décor. Peu après l'accident, un des pillards qui poursuivait Max tue son chien et l'aperçoit au sol derrière un rocher, grièvement blessé. Mais avant qu'il ne puisse l'achever, son collègue Toadie qui commençait à siphonner le réservoir de l'Interceptor déclenche l'autodestruction du véhicule, Max ayant piégé sa voiture avec de la dynamite pour éviter qu'on lui vole son carburant. Les deux pillards sont tués dans l'explosion de l'Interceptor. Max, laissé pour mort, est finalement secouru par le pilote de l'autogire qui le ramène, mal en point, à la raffinerie.
Malgré ses blessures, Max parvient à convaincre Pappagallo qu'il est le seul à pouvoir conduire le camion-citerne. Pappagallo décide alors de l'accompagner dans un véhicule séparé, tandis que trois autres membres de la communauté (notamment le mécanicien invalide et la femme guerrière) seront postés à l'extérieur du camion-citerne blindé pour le protéger. Le pilote de l'autogire l'accompagne également dans son engin volant, ainsi que le garçon sauvage quand celui-ci s'introduit clandestinement dans le camion de Max alors qu'il quitte la raffinerie.
Peu après le départ du camion-citerne, les pillards d'Humungus se lancent dans une longue et haletante course-poursuite pour rattraper le camion, permettant aux membres restants de la communauté de fuir de leur côté au sein d'une caravane de véhicules plus petits, après avoir piégé la raffinerie pour qu'elle explose quand les pillards viendront en prendre possession.
Lors de la bataille sur la route, Pappagallo et les trois autres membres de la communauté sont tués par les hommes d'Humungus. Le pilote de l'autogire vient leur apporter son aide depuis les airs, obligeant notamment Humungus à ralentir quand le pilote met le feu à son véhicule, jusqu'à ce que l'autogire soit endommagé par les pillards, forçant le pilote à atterrir en catastrophe. Peu après, Wez prend d'assaut le camion-citerne et atteint la cabine de pilotage où se trouve Max, mais il en est éjecté durant la lutte qui s'ensuit, Wez parvenant de justesse à se rattraper à l'avant du capot du camion. Étant distancé, Humungus essaye de rattraper son retard en lançant son véhicule à toute allure avec son système d'oxyde nitreux. Mais, au même moment, Max fait faire un demi-tour au camion-citerne pour échapper aux pillards qui l'encerclent. Le véhicule d'Humungus, qui ne peut plus freiner ni faire d'écart, percute alors le camion-citerne de plein fouet, atteignant Wez dans le même temps, celui-ci étant toujours agrippé à l'avant du camion. Le chef des pillards et son second sont pulvérisés au cours du choc.
Le camion-citerne, endommagé, quitte alors la route et s'échoue sur le côté. Il est rejoint par le groupe des maraudeurs survivants qui se ruent sur la citerne, mais ceux-ci quittent subitement les lieux avec des mines déçues. Peu après, Max sort de l'épave du camion avec le garçon sauvage qui a survécu lui aussi au combat. Observant la citerne dont il voit le contenu s'écouler au sol, Max constate que celle-ci ne contient en réalité que du sable et non de l'essence. Le pilote de l'autogire arrive peu après et les deux hommes partagent un sourire, Max ayant compris que le camion-citerne n'a été qu'une diversion. Ils retrouvent plus tard les membres de la communauté, qui transportent tout le carburant de la raffinerie dans des barils métalliques stockés à l'intérieur des véhicules de leur convoi.
Le pilote de l'autogire succède à Pappagallo en tant que chef de la communauté et l'emmène vers le nord, Max choisissant de repartir seul de son côté. Le garçon sauvage deviendra par la suite le « chef de la grande tribu du Nord ». Cependant, il ne reverra jamais le mythique « Guerrier de la route ».

## Fiche technique
Sauf indication contraire, les informations mentionnées dans cette section peuvent être confirmées par la base de données cinématographiques IMDb,  présente dans la section « Liens externes ».
- Titre original : Mad Max 2
- Titre américain : The Road Warrior ou Mad Max 2: The Road Warrior[1]
- Titre français : Mad Max 2 : Le Défi
- Titre québécois : Le Défi
- Réalisation : George Miller
- Scénario : George Miller, Terry Hayes et Brian Hannant
- Musique : Brian May
- Direction artistique : Graham Walker
- Costumes : Norma Moriceau (en)
- Photographie : Dean Semler et Geoffrey Simpson (seconde équipe)
- Son : Roger Savage, Bruce Lamshed, Byron Kennedy, Lloyd Carrick, Marc van Buuren, Penn Robinson, Andrew Steuart
- Montage : Michael Balson, David Stiven et Tim Wellburn
- Production : Byron Kennedy
- Société de production : Kennedy Miller Productions
- Société de distribution : Warner Bros.
- Budget : 4 millions de dollars australiens[2]
- Pays de production :  Australie
- Langue originale : anglais
- Format : couleur et noir et blanc - 35 mm (et négatif 65 mm pour les scènes d'explosion) - 2,20:1 (copies 70 mm) - son stéréo 6 pistes magnétiques et 2,35:1 (copies 35 mm) - son Dolby stéréo
- Genre : action, Science-fiction post-apocalyptique, dystopie, western, road movie
- Durée : 95 minutes
- Dates de sortie[1] :
  - Australie : 24 décembre 1981
  - France : 11 août 1982
- Classifications :
  - Australie : Restricted to 18 and over[3]
  - États-Unis : R (Resricted)[4]
  - France : tous publics avec avertissement[5]
- Affiche : Michel Landi (France)

## Distribution
- Mel Gibson (VF : Patrick Floersheim) : Max Rockatansky, dit « Mad » Max ; surnommé le « Guerrier de la route » (The Road Warrior en VO) par le narrateur
- Bruce Spence (VF : Jacques Balutin) : le pilote de l'autogire (Gyro Captain en VO)
- Mike Preston (en) (VF : Denis Savignat) : Pappagallo, le leader de la communauté de la raffinerie
- Max Phipps (en) (VF : Yves Barsacq) : Toadie, le porte-paroles d'Humungus
- Vernon Wells (VF : Michel Barbey) : Wez, le motard à la crête iroquoise rouge et adjoint de Humungus
- Emil Minty : l'enfant sauvage (Feral Kid en VO) de la communauté
- Kjell Nilsson (VF : Henry Djanik) : le seigneur Humungus, chef des pirates de la route
- Virginia Hey : la femme guerrière de la communauté de la raffinerie
- Arkie Whiteley (VF : Joëlle Fossier) : la jeune femme blonde de la communauté
- William Zappa (VF : Michel Bedetti) : Zetta, un membre de la communauté
- Steve J. Spears (en) (VF : Jacques Ferrière) : le mécanicien de la communauté
- Syd Heylen (en) : Curmudgeon
- Moira Claux : Big Rebecca
- David Downer (VF : Maurice Sarfati) : Nathan
- David Slingsby : l'homme tranquille
- Harold Baigent (en) (VF : Dominique Paturel) : le narrateur (voix)

## Production

### Genèse et développement
Après la sortie de Mad Max, George Miller reçoit de nombreuses propositions à Hollywood, comme notamment Rambo. Avec Terry Hayes, qu'il a rencontré lorsque ce dernier a écrit la novélisation de Mad Max, il écrit le scénario d'un film d'horreur. George Miller est finalement séduit par l'idée d'une suite à Mad Max, après qu'on lui propose un budget important. Le film bénéficie ainsi d'un budget environ dix fois plus élevé que celui de son prédécesseur. À cette époque, il était même le film australien le plus cher à avoir été produit,. Le scénario est écrit par Hayes et Miller, qui sont rejoints par Brian Hannant.
À l'origine, le personnage de Humungus se révélait être Jim Goose (jadis interprété par Steve Bisley dans le premier film) qui, après avoir survécu à ses brûlures, cachait son identité derrière un masque. Mais George Miller renonce finalement à cette idée.

### Attribution des rôles
Mel Gibson reprend fidèlement son rôle de Max Rockatansky. L'acteur impose lui-même le look de son personnage, arborant notamment la manche droite coupée (suggérant qu'en voulant faire soigner son bras écrasé par un motard dans le premier film, les soigneurs lui aurait découpé la manche), une armature à la jambe gauche (suites de sa blessure causée par un tir de fusil), deux doigts de son gant droit découpés pour pouvoir mieux recharger son arme et enfin des outils et des pièces de rechange pour sa voiture.
Le chien de Max dans le film, baptisé « Dog », a été découvert dans un chenil alors qu'il devait être abattu le lendemain. Après le tournage, il sera adopté par un des opérateurs-caméra.

### Tournage
Le tournage a eu lieu aux alentours de Broken Hill, dans l’outback de la Nouvelle Galles du Sud, en Australie. Ce désert étant réputé pour son extrême aridité, la production a tout de même eu la malchance de subir une pluie majeure, la première en quatorze ans. Par ailleurs, le climat fût très froid au moment du tournage des scènes. Ainsi, pour avoir une idée de la température, Mel Gibson s'est fié au postérieur de Vernon Wells, exhibé par son pantalon de cuir, qui virait parfois au violet.
Le film a été tourné dans l'ordre chronologique du script.
La raffinerie est à l'époque le plus coûteux décor construit pour un film australien. Elle a été entièrement détruite pour les besoins du film,, une explosion si forte que la production fût contrainte de faire fermer les exploitations minières locales et avertir les compagnies aériennes pour éviter le moindre dégât.
Un cascadeur s'est brisé la jambe alors qu'il devait survoler une carcasse avec sa moto. Malgré l'accident, la séquence sera conservée au montage final : durant la longue et épique course-poursuite du film, un motard s'envole dans les airs après avoir heurté une voiture puis tournoie en l'air.

### Bande originale
Albums de Brian May
Les Bourlingueurs
(1981) Breakfast in Paris
(1982)
Bandes originales de Mad Max
Mad Max
(1979) Mad Max : Au-delà du dôme du tonnerre
(1985)
Comme pour le premier film, la musique du film est composée par Brian May.
| 1. | Montage/Main Title                                                                                            | 4:53 |
| 2. | Confrontation                                                                                                 | 2:32 |
| 3. | Marauder's Massacre                                                                                           | 3:13 |
| 4. | Max Enters Compound                                                                                           | 4:08 |
| 5. | Gyro Saves Max                                                                                                | 3:55 |
| 6. | Break Out | 3:26 |
| 7. | Finale and Largo                                                                                              | 5:06 |
| 8. | End Title | 3:19 |
| 9. | SFX Suite (Boomerang Attack / Gyro Flight / The Big Rig Starts / Break Out / The Refinery Explodes / Reprise) | 4:36 |

## Sortie et accueil

### Sorties et titres
Si le premier Mad Max n’avait bénéficié que d’une sortie limitée aux États-Unis, cette suite y sort dans plus de salles, sous le titre The Road Warrior. En France, le film conserve le titre original australien, Mad Max 2, avec un sous-titre supplémentaire, Le Défi. En Italie, le titre renvoie plutôt à la voiture du héros (Interceptor - Il guerriero della strada), alors qu'au Québec le film est sobrement titré Le Défi,.

### Accueil critique
Sur le site agrégateur de critiques Rotten Tomatoes, le film obtient un score de 95 % d'avis favorables, sur la base de 56 critiques collectées et une note moyenne de 8,40 sur 10 ; le consensus du site indique : « [Mad Max 2] est tout ce qu'une suite de Mad Max à plus gros budget devrait être : plus gros, plus rapide, plus fort mais certainement pas plus stupide. ». Sur Metacritic, le film obtient une note moyenne pondérée de 77 sur 100, sur la base de 15 critiques collectées ; le consensus du site indique : « Avis généralement favorables ».
En France, le site Allociné propose une note moyenne de 3,5 sur 5, sur la base 4 titres de presse.
En 2008, le magazine Empire classe le film à la 280e place des 500 meilleurs films de tous les temps. The New York Times intègre quant à lui le film parmi les 1000 meilleurs films de l'histoire. En 1999, Entertainment Weekly le classe 93e du classement des 100 meilleurs films de tous les temps, puis 41e dans la mise à jour du classement en 2013.

### Box-office
| Pays ou région | Box-office        | Date d'arrêt du box-office | Nombre de semaines |
| -------------- | ----------------- | -------------------------- | ------------------ |
| États-Unis     | 23 667 907 $      | 6 septembre 1982           | 7                  |
| France         | 3 625 481 entrées | -                          | -                  |
| Australie      | 10 800 000 $A     | -                          | -                  |

Mad Max 2 a été un succès commercial, rapportant 10,8 millions $A rien qu'en Australie, soit le double de ce que Mad Max avait gagné dans le pays pour devenir le film australien le plus rentable au box-office australien. Bien qu'il ait fait plus que son prédécesseur, Mad Max 2 n'a jamais détenu ce record, car Gallipoli est sorti plus tôt en 1981 et a rapporté 11,7 millions $A en Australie.
Aux États-Unis, avec un montant brut de 23,6 millions $US et des locations en salles de 11 millions de dollars, le film a également surpassé Mad Max en termes de recettes. Lorsque le premier est sorti aux États-Unis en 1980, il n'a pas reçu de sortie appropriée de son distributeur, American International Pictures, car AIP était dans les dernières étapes d'un changement de propriétaire après avoir été racheté par Filmways, Inc. un an plus tôt. et son box-office a été affecté. Warner Bros. a décidé de sortir Mad Max 2 aux États-Unis, mais, reconnaissant que le premier film n'était pas très connu en Amérique du Nord (même s'il devenait de plus en plus populaire grâce aux diffusions sur les chaînes câblées), ils ont décidé de renommer la suite en The Road Warrior. La publicité pour le film, y compris les publicités imprimées, les bandes-annonces et les publicités télévisées, ne faisait pas du tout référence au personnage de Max et évitait le fait que le film était une suite. Pour la majorité des spectateurs américains, leur première idée que The Road Warrior était une suite de Mad Max a eu lieu lorsqu'ils ont vu les images d'archives en noir et blanc du premier film pendant le prologue du second. Lorsque Vestron Video a ensuite publié Mad Max en VHS, ils en ont profité en le qualifiant de « prédécesseur passionnant de The Road Warrior ».
En France, Mad Max 2 sort en salles en août 1982, sept mois après le premier volet, et prend la première place du box-office français avec 296 810 entrées, dont 196 278 entrées sur Paris où il est distribué dans 38 salles. Alors qu'il a fait un démarrage en deçà du premier sur l'ensemble du territoire français, malgré un résultat supérieur sur Paris, Mad Max 2 connaît une hausse de fréquentation la semaine suivante avec 712 241 entrées, permettant au film de totaliser 1 009 740 entrées depuis le début de son exploitation. Bien que baissant légèrement en fréquentation, Mad Max 2 reste en tête du box-office français jusqu'à sa sixième semaine d'exploitation, tout en ayant atteint les 2 millions d'entrées, où il est délogé par Blade Runner. Il atteint les trois millions d'entrées à la fin octobre 1982 et finit avec 3 375 505 entrées au cours de sa première année d'exploitation. Le succès dans les salles françaises de Mad Max 2 entraîne la ressortie en janvier 1983 du premier Mad Max dans sa version intégrale après avoir été amputé de six minutes à la suite d'une censure de trois ans pour sa sortie initiale en janvier 1982.

## Distinctions
Source : Internet Movie Database : 

### Récompenses
- Australian Film Institute Awards 1982 :
  - Meilleur réalisateur pour George Miller
  - Meilleure direction artistique pour Graham Walker
  - Meilleurs costumes pour Norma Moriceau
  - Meilleur son pour Roger Savage, Bruce Lamshed, Byron Kennedy, Lloyd Carrick, Marc van Buuren, Penn Robinson, Andrew Steuart
  - Meilleur montage pour Michael Balson, David Stiven, Tim Wellburn, Christopher Plowright et George Miller
- Festival international du film fantastique d'Avoriaz 1982 : Grand Prix
- Los Angeles Film Critics Association Awards 1982 : Meilleur film étranger
- Saturn Awards 1983 : Meilleur film international

### Nominations
- Australian Film Institute Awards 1982 :
  - Meilleure photographie pour Dean Semler
  - Meilleure musique pour Brian May
- Prix Hugo 1983 : Meilleur film dramatique
- Saturn Awards 1983 :
  - Meilleur acteur pour Mel Gibson
  - Meilleur acteur dans un second rôle pour Bruce Spence
  - Meilleure réalisation pour George Miller
  - Meilleur scénario pour Terry Hayes, Brian Hannant et George Miller
  - Meilleurs costumes pour Norma Moriceau

## Autour du film
- Le film s'ouvre sur un montage d'images résumant ce qui s'est passé sur la planète, dont quelques plans de manifestations violentes à Paris. Cela n'a pas été utilisé pour la version australienne.
- Parce qu'il était relativement peu connu aux États-Unis, les bandes-annonces ne montraient pas Mel Gibson. Elles étaient plutôt focalisées sur les poursuites et les scènes d'action[7].
- C'est le film qui a convaincu Steven Spielberg que George Miller serait un excellent choix pour réaliser un segment du film La Quatrième Dimension (1983).
- La poursuite finale du film est, en 2008, considérée comme l'une des plus grandes poursuites automobile de l'histoire du cinéma[34].

## Dans la culture populaire
De par son statut de film culte, Mad Max 2 a bénéficié de plusieurs clins d’œil provenant de différentes oeuvres culturelles.

### Cinéma
- Dans le fim Gremlins (1984) de Joe Dante, un poster de Mad Max 2 est affiché sur un mur de la chambre de Billy (Zach Galligan).

### Télévision
- Dans la série Code Lisa (1994), l'acteur Vernon Wells (Wez) incarne un rôle identique à son personnage du film ; son apparence est aussi très proche de celle du film.
- Dans la série d'animation South Park, la chambre de Stan possède une parodie du poster du film, intitulé « The Street Warrior ».
  - dans la même série, l'épisode 7 de la saison 5 (« Du bon usage du préservatif ») fait très largement référence au film. Dans cet épisode, une bande de garçons au volant de véhicules post-apocalyptiques (comprenant un Butters-Humungus, un Cartman-Toadie et un Gamin-Wez) assiège un fort de filles défendu, entre autres, par un lance-flammes et une Barbara (Bebe) lanceuse de boomerang à lames. L'objet du litige n'est, en l'occurrence, pas le pétrole mais le fait d'apporter le SIDA.
- Dans la série d'animation Les Simpson (saison 11, épisode 1, « Mel Gibson les cloches »), Homer et Mel Gibson utilisent la voiture de Mad Max pour s'enfuir.

### Littérature
- Dans le livre-jeu « Le Combattant de l'Autoroute » de la série Défis Fantastiques (un des Livre dont vous êtes le héros), publié en 1985 en France chez Gallimard, l'intrigue du livre est une copie quasi-conforme du film.

Dans le livre, le héros doit en effet se rendre à la raffinerie de San Angelo, afin de ramener une citerne d'essence pour ravitailler sa ville de Nouvelle Espérance. En chemin, il rencontre également des pirates de la route et doit les combattre à bord de sa « Dodge Interceptor », un véhicule puissamment armé.

### Bande dessinée
- Dans le manga Ken le Survivant (Hokuto no Ken), beaucoup d'ennemis du héros ressemblent aux membres du gang d'Humungus. De plus, le héros Kenshiro porte une tenue très fortement inspirée de celle de Max.

### Jeux vidéo
- Dans Fallout (1997), l'une des armures en cuir noir de l'« Habitant de l'abri » (le héros du jeu) est la copie de celle de Max dans le film. Le chien de Max est également repris dans le jeu, avec le personnage de Canigou (Dogmeat (en) en VO), un des compagnons du héros.
- Dans Resident Evil 5 (2009), l'un des costumes du héros Chris est la tenue en cuir que porte Humungus dans Mad Max 2[réf. nécessaire].

### Musique
- Dans le clip de la chanson When the Rain Begins to Fall (1984) de Jermaine Jackson et Pia Zadora, les membres d'une des deux bandes rivales portent des tenues blanches similaires à celles du film.

### Sport
- Les catcheurs américains Michael Hegstrand et Joseph Laurinaitis forment en 1983 une équipe sous le nom des « Road Warriors », leurs tenues de ring étant inspirés des membres du gang d'Humungus.